# Akanthomyces johnsonii
Akanthomyces johnsonii är en svampart som först beskrevs av George Edward Massee, och fick sitt nu gällande namn av Vincent, Seifert & Samson 1988. Akanthomyces johnsonii ingår i släktet Akanthomyces och familjen Cordycipitaceae.   Inga underarter finns listade i Catalogue of Life.